# كاريون دي كالاترافا
بلدية كاريون دي كالاترافا (بالإسبانية: Carrión de Calatrava)‏، هي إحدى بلديات مقاطعة سيوداد ريال إحدى مقاطعات إسبانيا، والتي تقع في منطقة قشتالة لا منتشا وسط إسبانيا.
يبلغ عدد سكانها 2.792 نسمة وفقاً لإحصائية سنة (2007).